# Émile Corneau
Pour les articles homonymes, voir Corneau.
Émile Corneau, né le 19 août 1826 à Charleville (Ardennes) et mort le 10 février 1906 à Charleville, est un homme politique français.
À la tête d'une entreprise de métallurgie, il est maire de Charleville et député des Ardennes de 1880 à 1893. D'abord inscrit au groupe de l'Union républicaine, il rejoint la Gauche radicale en 1881. 
En mars 1880, il fonde le journal Le Petit Ardennais.

## Biographie
Émile Corneau est né le 19 août 1826 à Charleville (Ardennes). 

### Parcours
Il dirige avec son frère une fonderie créée conjointement. Mais, après la chute du Second Empire, en 1870, il se consacre essentiellement à la politique. C'est un républicain convaincu.
En 1879, il devient maire de Charleville.
En août 1880, il est élu député en remplacement de Gustave Gailly (autre industriel, devenu sénateur), contre Jules François Riché, ancien député sous l'Empire et ancien conseiller d'État de Napoléon III. Aux élections suivantes, il est inscrit sur les listes de la gauche radicale. Le mouvement radical est un mouvement laïque et anticlérical, mais il souffre auprès de l'électorat ouvrier, important dans le nord du département des Ardennes, de sa position au sein du patronat local. A l'assemblée, il vote  pour la nouvelle loi sur la presse et pour le droit de réunion.  Il est réélu le 21 août 1881 et vote notamment contre les crédits du Tonkin,  contre le maintien de l'ambassadeur près du pape, et contre le maintien du budget des cultes. Il est réélu en octobre 1885 puis en octobre 1889.
Il est par ailleurs franc-maçon, parrainé par un frère célèbre, Léon Gambetta. C'est aussi le fondateur du journal Le Petit Ardennais. Il échoue, par deux fois, à se faire élire sénateur par les grands électeurs. Son fils Georges Corneau homme politique et franc-maçon, est durant sa vie conseiller municipal, conseiller et grand-maitre du Grand Orient de France.

## Sources
- Dictionnaire des parlementaires français de 1789 à 1889 (Adolphe Robert et Gaston Cougny), texte intégral.
- « Émile Corneau », dans le Dictionnaire des parlementaires français (1889-1940), sous la direction de Jean Jolly, PUF, 1960 [détail de l’édition]
- Olivier Sève, « Une famille industrielle de la métallurgie ardennaise : les Corneau-Deville de 1880 à 1914 », Revue historique ardennaise, no 23,‎ 1988.
- Raymond Stevenin, « La Fraternité.... de Charleville sous la IIIe République », Revue historique ardennaise, no 33,‎ 1998.
- Gérald Dardart, Histoire de la presse ardennaise (1764-1944), Charleville-Mezières, Arch'Libris Editions, décembre 2009, 76 p. (ISBN 978-2-9535689-0-5).